# 金馬律站
金马律站位於吉隆坡安邦路，是巴生谷格拉那再也线的其中一个地下轻快铁车站，主要服务中吉隆坡东北部一带的居民。本站属于格拉那再也（旧称布特拉轻快铁）第二阶段线路，于1999年6月1日开始运营。
此外，附近设有一个单轨站 MR8  咖啡山站，可以通过出站后步行转乘至吉隆坡单轨的其他车站。

## 车站概要

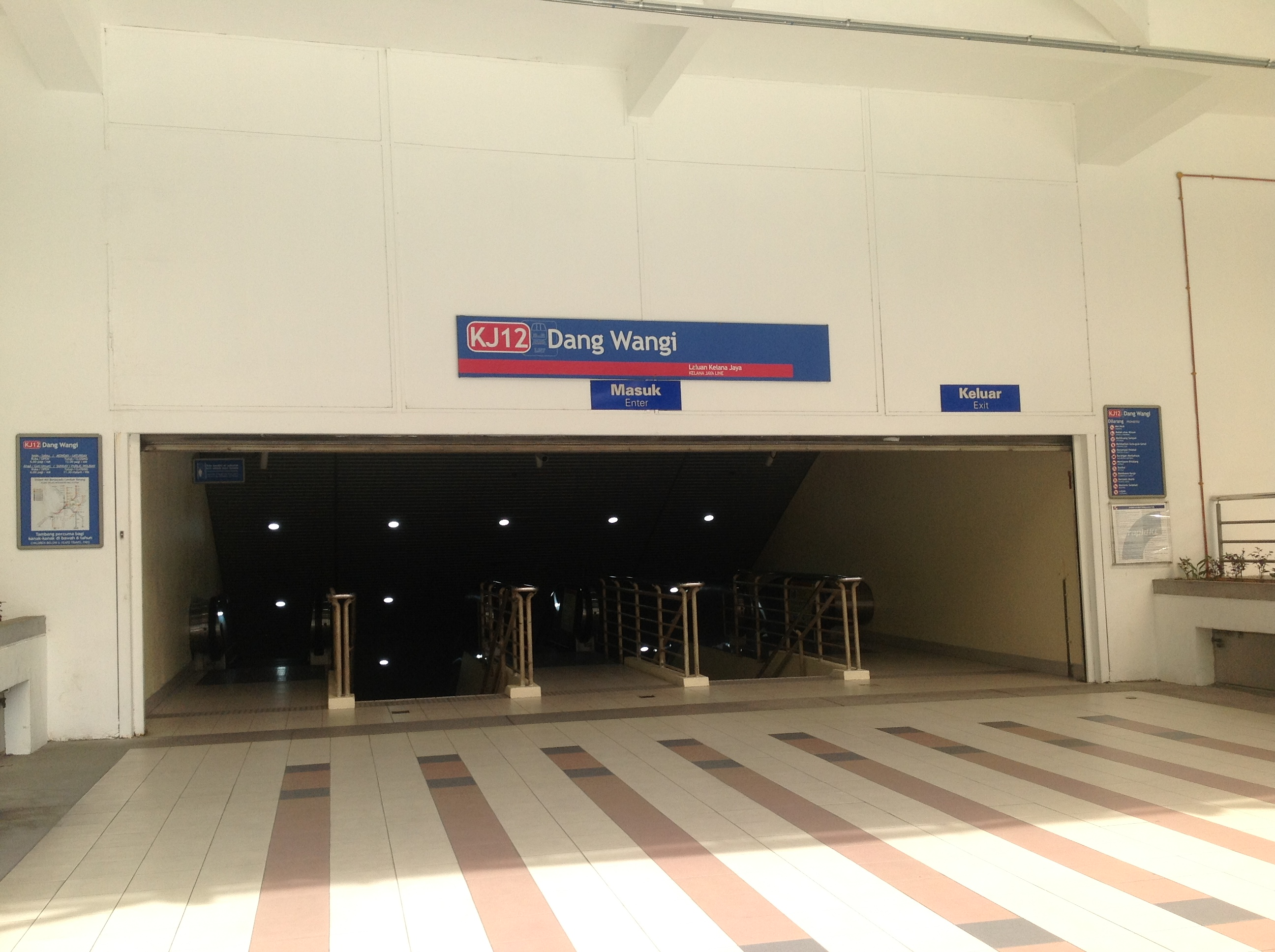
金马律地下入口

本站属于5 格拉那再也线第二阶段线路，于1999年6月1日开始运营，以布特拉轻快铁（PUTRA）的第二阶段线路和从布特拉终站（现鹅唛站）至占美清真寺站的12个车站同时开放（不包括南北花园站）。金马律站位于吉隆坡东北部，沿途建于安邦路，邻接对面的咖啡山，巴生河就位于轻快铁站后面。站名原文取自该站南方交界的当旺宜（Dang Wangi）路，该条路前称金马律（Campbell Street），故得此名。其靠近吉隆坡金三角地带。车站主入口位于安邦路旁。

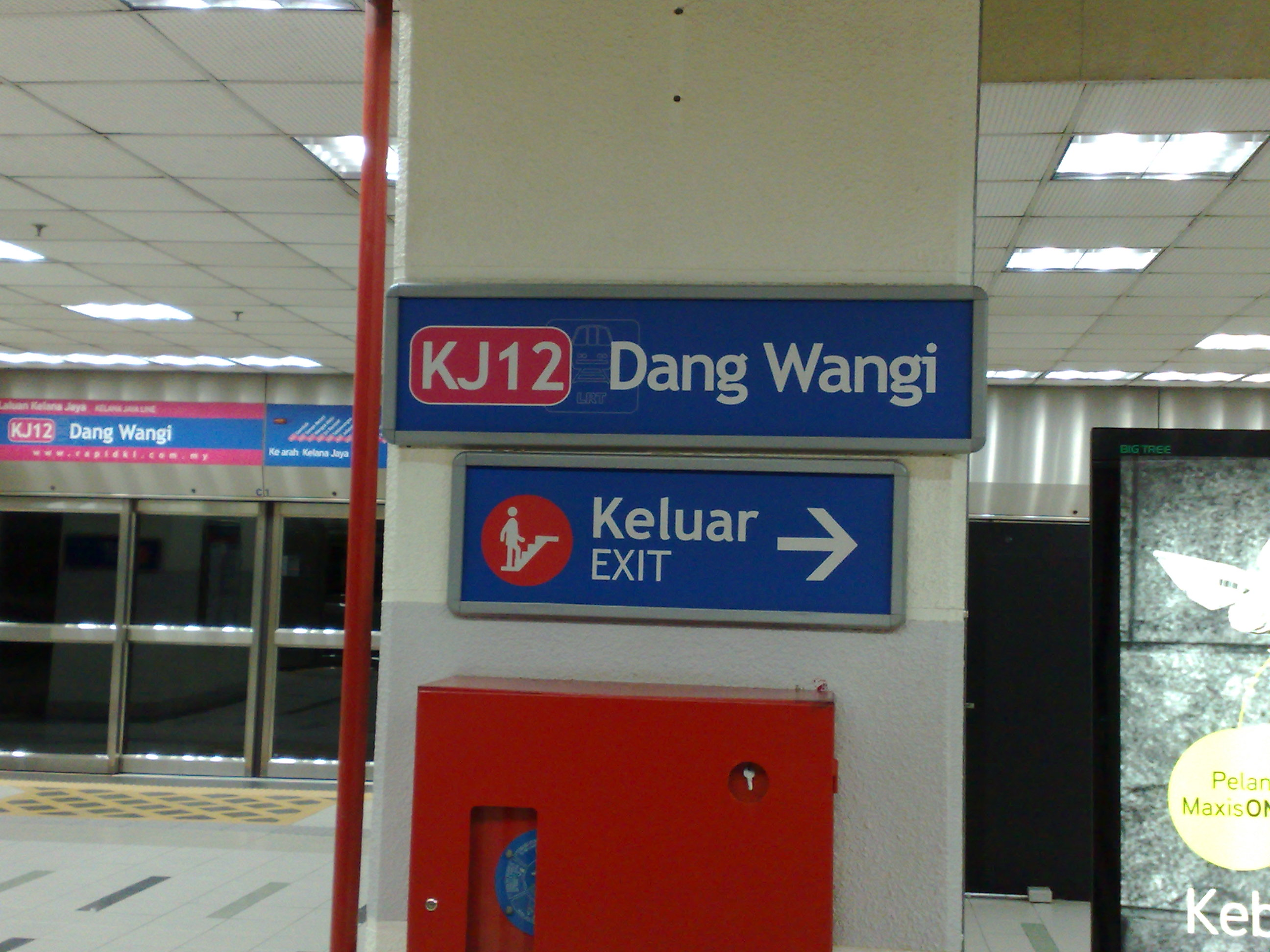
金马律站牌

## 车站结构
本站一共有两个地下楼层和地面层。售票處、驗票閘門及便利商店等位於地面出入口地下一楼，地下二楼為島式月台和列車軌道。此站連同其他四個地下輕快鐵站皆設有密封的高站台门。地下二楼和二楼之间有电梯衔接，而车站的每个楼层也备有楼梯和手扶梯。本站有两个入口，位于前厅后面的大型低层建筑。本站设有两座行人天桥，一座连接至车站对面，另一座横跨巴生河衔接至安邦吉隆坡高架大道闸道，并可通往金马路（Jalan Dang Wangi）。

## 服务时间
以下营运时间以官方网站为准。
| 星期一至六            | 星期日及公假 | 星期一至六 | 星期日及公假 | 星期一至六 | 星期日及公假 |       |
| 格拉那再也线          |              |            |              |            |              |       |
| 从布特拉高原 往鹅唛站 | 06:00        | 06:00      | 23:55        | 23:30      | 00:19        | 23:50 |
| 从鹅唛 往布特拉高原站 | 06:00        | 06:00      | 23:55        | 23:30      | 00:00        | 23:42 |

## 车站周边
- 珍珠购物中心（Lulu Mall）：位于对岸，靠近文西阿都拉路。[6]
- 桂和广场（Quill City Mall）
- 咖啡山姑娘堂学校